# العبودية في تونس
كانت العبودية في تونس من المظاهر المميزة لتجارة الرقيق العربية، والتي أُلغيت في 23 يناير 1846 على يد أحمد باي الأول. كانت تونس في وضع مماثل لوضع الجزائر، مع موقعها الجغرافي الذي ربطها بالطرق الرئيسية العابرة للصحراء الكبرى. استقبلت قوافل من فزان وغدامس، والتي كانت في القرن الثامن عشر تتكون من مسحوق الذهب والرقيق، وفقًا لشهود معاصرين.
في بداية القرن التاسع عشر، كان الرقيق يصلون سنويًا بأعداد تتراوح ما بين 500 و1,200. من تونس، نُقلوا إلى موانئ المشرق.

## الأصول
ينحدر الرقيق التونسيون من منطقتين رئيسيتين: أوروبا ومنطقة واسعة تمتد من غرب إفريقيا إلى بحيرة تشاد. قدمت ممالك بورنو ومنطقة فزان أغلب القوافل. استُعبد معظم هؤلاء الرقيق في الحروب المحلية بين القبائل المتنافسة أو ضمن عمليات الاختطاف. انتهت طرق القوافل القادمة من العديد من المراكز الصحراوية في تونس. بالإضافة إلى غدامس التي كانت تربط البيليك (الإمارة) بفزان ومرزق ومملكة بورنو، كانت تمبكتو على احتكاك منتظم مع البيليك عبر طريق القوافل التي كانت تمر بوادي ميزاب والجريد وتبقي البلاد على احتكاك بالمجموعات والشعوب الإفريقية في منطقة واسعة تصل إلى أراضي بمبارة ومدينة جينيه (جيني) وعدة مناطق في وسط غرب إفريقيا. تؤكد أسماء الرقيق والمعتقين الواردة في الوثائق الأرشيفية هذه الأصول المتعددة والمتنوعة: بالإضافة إلى الأسماء الشائعة مثل برناوي وغدامسي وورقلي، هناك أسماء تشير إلى الأصل من مراكز أخرى بغرب إفريقيا مثل جناوي وتمبكتاوي.
أُسر الرقيق الأوروبيين خلال الغارات على سواحل الأراضي الأوروبية، وخاصةً إيطاليا وفرنسا وإسبانيا والبرتغال، وخلال الاستيلاء على السفن الأوروبية. سُخّر الرجال للعمل في مهام متنوعة (الإشراف على الرقيق والأشغال العامة، وجنودًا وموظفين حكوميين وما إلى ذلك)، بينما سُخرت النساء للعمل خادمات في المنازل وفي الحريم. على عكس الرجال، كان من النادر جدًا أن يتم تحرير النساء، رغم اعتناقهن الإسلام في كثير من الأحيان.

## التنظيم
قدم التنظيم الاجتماعي للمجتمع التونسي التقليدي مجموعة من الأدوار المحددة للرقيق في تونس. كان آغا الرقيق مكلفًا بالحفاظ على النظام بين المجموعات والحكم في النزاعات التي قد تنشأ بين السادة والرقيق أو بين الرقيق أنفسهم. تؤكد السجلات والحسابات الاستقلالية التنظيمية النسبية التي مُنحت لرقيق تونس والحماية التي قدمتها لهم الحكومة، وهي الحماية التي تكشف عن وعي الحكومة الشديد بقواعد حسن السيرة والمعاملة التي يفرضها الإسلام تجاه الرقيق. في الواقع، من خلال حماية هذه الأقلية، ضمنت الحكومة ولاءها غير المشروط، وخاصةً من قبل حراس البك، الذين جُندوا من الرقيق. بالإضافة إلى هذا الترتيب السياسي والإداري، كان للرقيق منظماتهم الدينية الخاصة كالأخويات، والتي لم تقتصر وظائفها على جوانب الحياة الروحية للأعضاء. تولت الأخويات وظائف اجتماعية متعددة أصبحت أكثر وضوحًا بعد إعتاق الرقيق. بالنسبة للرقيق، يمثل العتق عادةً انتقالهم من وصاية السيد إلى وصاية الأخوة، التي تحل محل العائلة أو القبيلة الممتدة.

## المهام

### الدور الاقتصادي
استجابت العبودية في تونس بشكل أساسي لاحتياجات المجتمع. رغم ذلك، لا تشير دراسة الأعمال التجارية الرئيسية لمدينة تونس، والتي أجراها العديد من العلماء، إلى تسخير العبيد في القطاعات كثيفة العمالة. بقيت الصناعات التقليدية الكبرى مثل النسيج وصنع الطرابيش أو الجلود مخصصة للقوى العاملة المحلية. كانت هذه الأعمال تُنجز من قبل أفراد أحرار فلا يمكن نسب العبودية إلى الاحتياجات الاقتصادية. أما في واحات الجنوب التونسي، عملت مجموعات من الرقيق في الزراعة وخاصةً في أعمال الري. استمرت العبودية بشكل بارز في جنوب البلاد بعد إلغائها في عام 1846 وحتى القرن العشرين. تروي فيفيان باك ظواهر مماثلة، «في الواحات، كان الرقيق يُسخرون بشكل خاص للعمل خدمًا في المنازل ولحفر الآبار وحفر القنوات. كانوا يعملون منذ شروق الشمس حتى غروبها، ولا يحصلون إلا على طبق من الكسكس مقابل كدحهم. وعندما يصبحون شوشان، يُعاملون معاملة الخماس ويحصلون على نسبة من المحصول (خمسه)، لكن عبء عملهم يبقى كما هو...».

### العمل المنزلي
سُخرت النساء من الرقيق بشكل رئيسي إما خادمات في المنازل أو محظيات (رقيق جنس). اعتُبرت محظيات رجال المناطق الحضرية الأثرياء اللواتي أنجبن ابنًا لعبدهم الأكثر امتيازًا، فقد أصبحن أمهات لولد ويتحررن بعد وفاة عبدهم؛ وتعيش محظيات البدو بشكل عام نفس الحياة التي يعيشها بقية أفراد القبيلة ونساء الأسرة. عاشت الخادمات الرقيق حياةً صعبة وكان التناسل بين الرقيق منخفضًا. لوحظ أن معدل وفيات الرضع كان مرتفعًا بين الرقيق، وأنهن غالبًا ما تعرضن للاغتصاب في طفولتهن ونادرًا ما كن يتجاوزن سن الأربعين، وأن أصحاب الرقيق الفقراء غالبًا ما سخرنهن لممارسة الدعارة.

### العمل الحكومي
بالإضافة إلى ما سبق، وكما لاحظ الطبيب وعالم الطبيعة الفرنسي جان أندريه بايسونيل، كان بإمكان الرقيق المسيحيين من أصل أوروبي الذين اعتنقوا الإسلام أن يترقوا إلى مناصب عليا -حتى إلى المناصب الرئيسية في الدولة، مثل البايات المراديين، الذين تأسست سلالتهم على يد أحد الكورسيكيين الرقيق، أو العديد من وزراء البايات الحسينيين، مثل خير الدين باشا، الذي قُبض عليه من قبل قراصنة البربر وبيع في أسواق الرقيق في اسطنبول. بالإضافة إلى ذلك، وُلد بعض الأمراء، مثل حمودة باشا وأحمد باي، لأمهات من الرقيق.
أصبح الرقيق الآخرون من أصل أوروبي قراصنة بربر بعد اعتناقهم الإسلام وأسروا بدورهم رقيقًا أوروبيين آخرين (كانوا يهاجمون مسقط رأسهم أحيانًا).

## الإلغاء

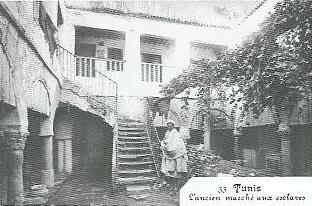
سوق العبيد القديم في مدينة تونس.

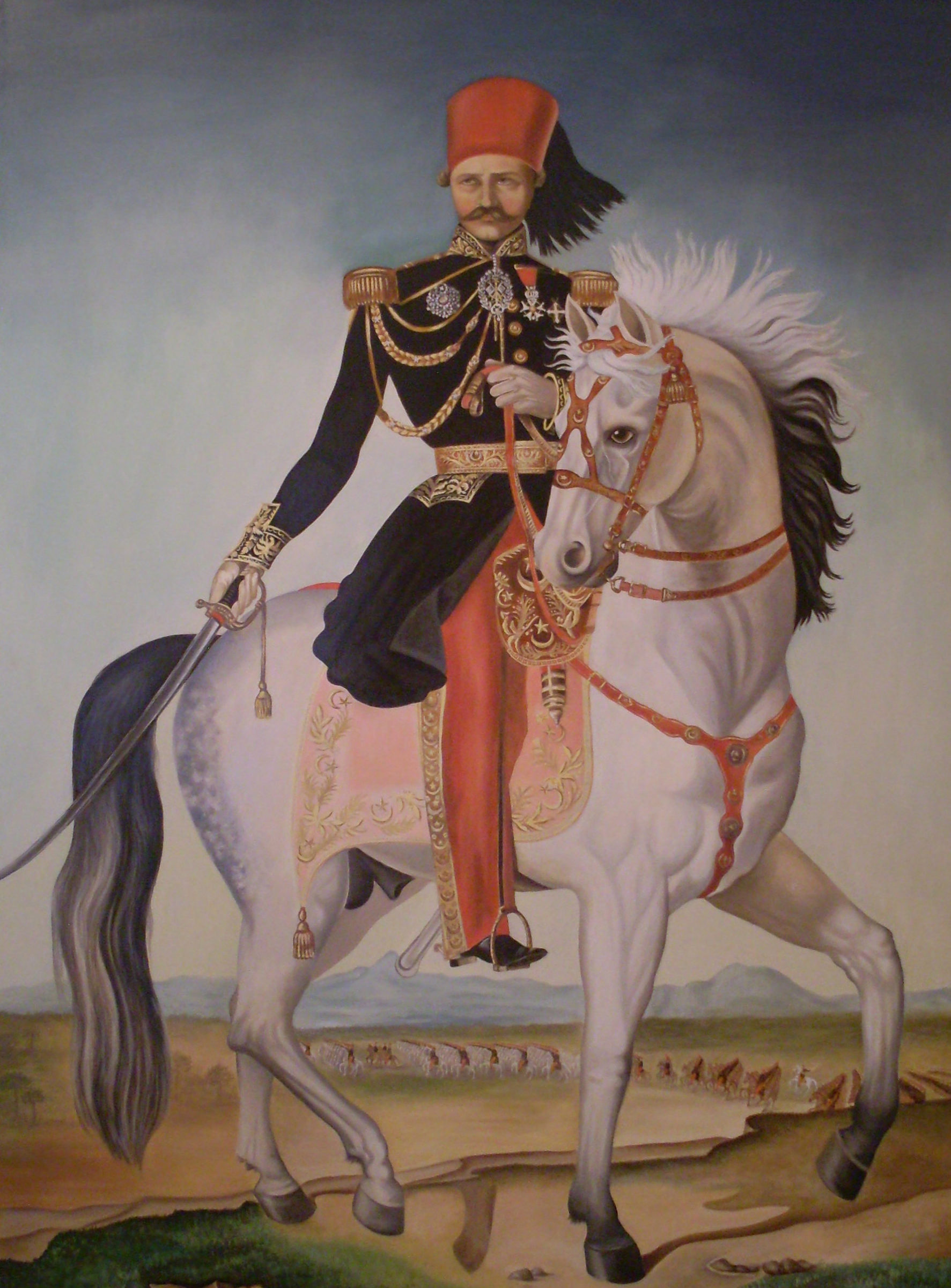
خير الدين باشا عبد من أصل شركسي.

في 29 أبريل 1841 أجرى أحمد الأول باي مقابلة مع توماس ريد الذي نصحه بحظر تجارة الرقيق. كان أحمد الأول مقتنعا بضرورة هذا الإجراء لأنه كان ابنا لعبد وكان يعتبر منفتحا على التقدم وسريعا في التصرف ضد جميع أشكال التعصب. قرر حظر تصدير العبيد في نفس اليوم الذي التقى فيه ريد. وبخطوات متتابعة أغلق سوق العبيد في تونس في أغسطس وأعلن في ديسمبر 1842 أن كل من يولد في البلاد سيكون حرا بعد ذلك.
لتخفيف السخط حصل أحمد الأول باي على فتاوى من العلماء مسبقا من المفتي سيدي إبراهيم الرياحي والتي حرمت العبودية بشكل قاطع ودون أي سابقة في العالم العربي الإسلامي. أعلن عن إلغاء العبودية بشكل كامل في جميع أنحاء البلاد في مرسوم صادر في 23 يناير 1846. ومع ذلك على الرغم من قبول سكان المناطق الحضرية للإلغاء فقد رفض - وفقا لأحمد بن أبي الضياف - في جربة بين البدو وبين الفلاحين الذين يحتاجون إلى قوة عاملة رخيصة ومطيعة.
بررت هذه المقاومة الإلغاء الثاني الذي أعلنه الفرنسيون في مرسوم علي باي الثالث في 28 مايو 1890. أصدر هذا المرسوم عقوبات مالية (في شكل غرامات) وعقوبات جزائية (في شكل سجن) لأولئك الذين استمروا في الانخراط في تجارة الرقيق أو الاحتفاظ بالعبيد كخدم. كانت الحسابات الاستعمارية تميل إلى تجاوز الإلغاء الأول والتركيز على الإلغاء الثاني.

## بعد الإلغاء
كان أحفاد العبيد الحراطين ولا يزالون معزولين اجتماعيا في بعض بلدان المغرب العربي ويعيشون في أحياء معزولة مخصصة للحراطين فقط. اعتنقوا الإسلام في عهد العرب والبربر وينظر إليهم عموما على أنهم مجموعة مترابطة من العبيد السابقين أو أحفاد العبيد.
خلال النصف الثاني من القرن التاسع عشر شكلت غالبية العبيد القدامى ذكورا وإناثا طبقة دنيا حضرية تعتمد على أسيادها السابقين أو تعيش في ظروف محفوفة بالمخاطر (فنادق على مشارف المدينة). غالبا ما يعملون كبائعين للخبز أو باعة جائلين أو مدلكين في الحمامات المغربية أو خدم منزليين أو مجرمين بسطاء يمكن للشرطة البلدية القبض عليهم بسهولة بتهمة السُكر أو السرقة البسيطة. ما يصل إلى 10٪ من البغايا في تونس ينحدرون من عبيد سابقين. وبعد إلغاء العبودية بدأت عملية إفقار وتهميش اجتماعي للعبيد القدامى لأن حق الانتخاب كان كافيا لتأمين التحرر القانوني ولكن ليس الحرية الاجتماعية.

## معرض الصور

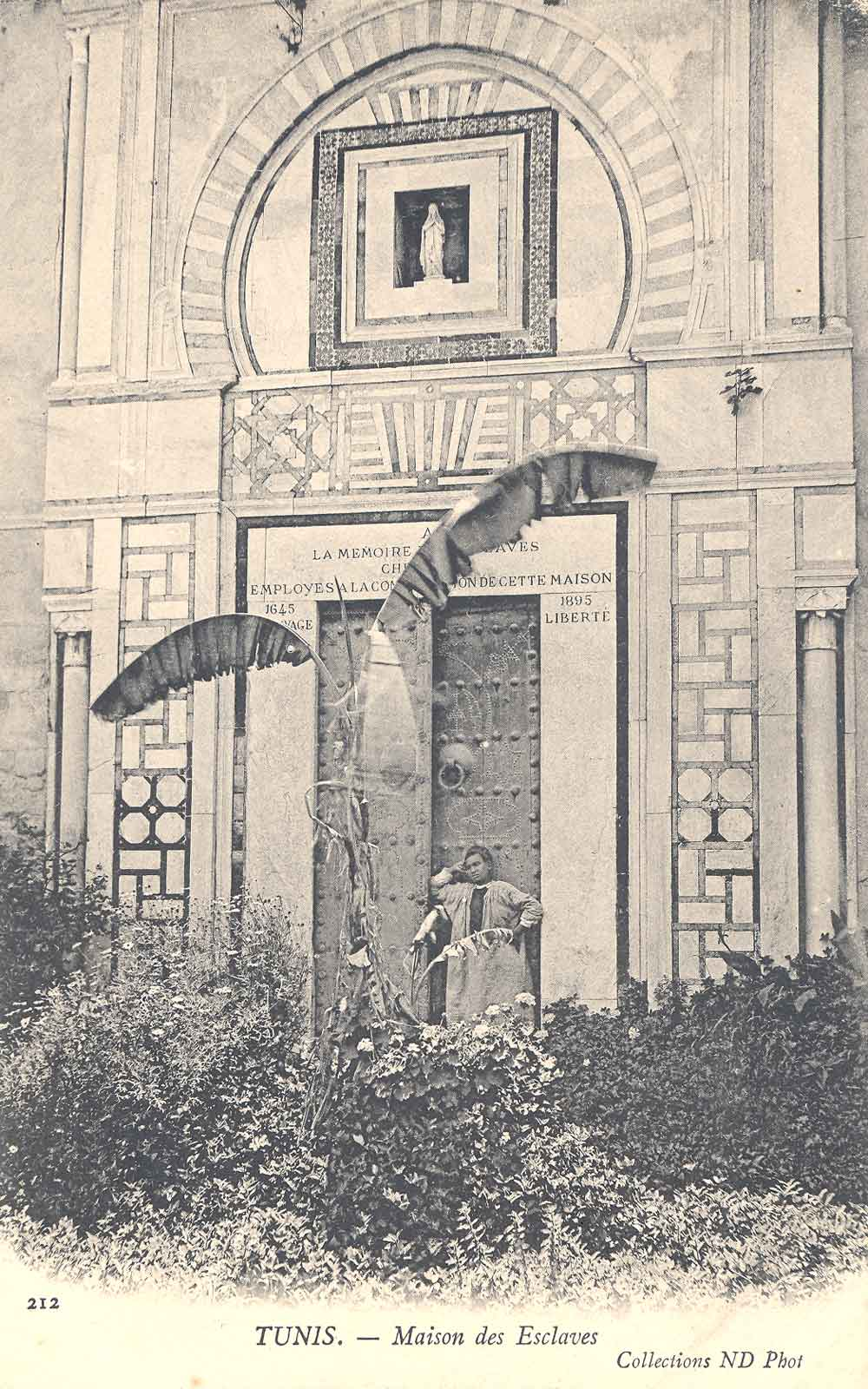
بيت العبيد
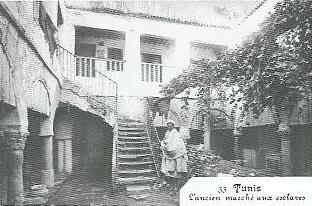
سوق العبيد القديم - المدينة المنورة بتونس
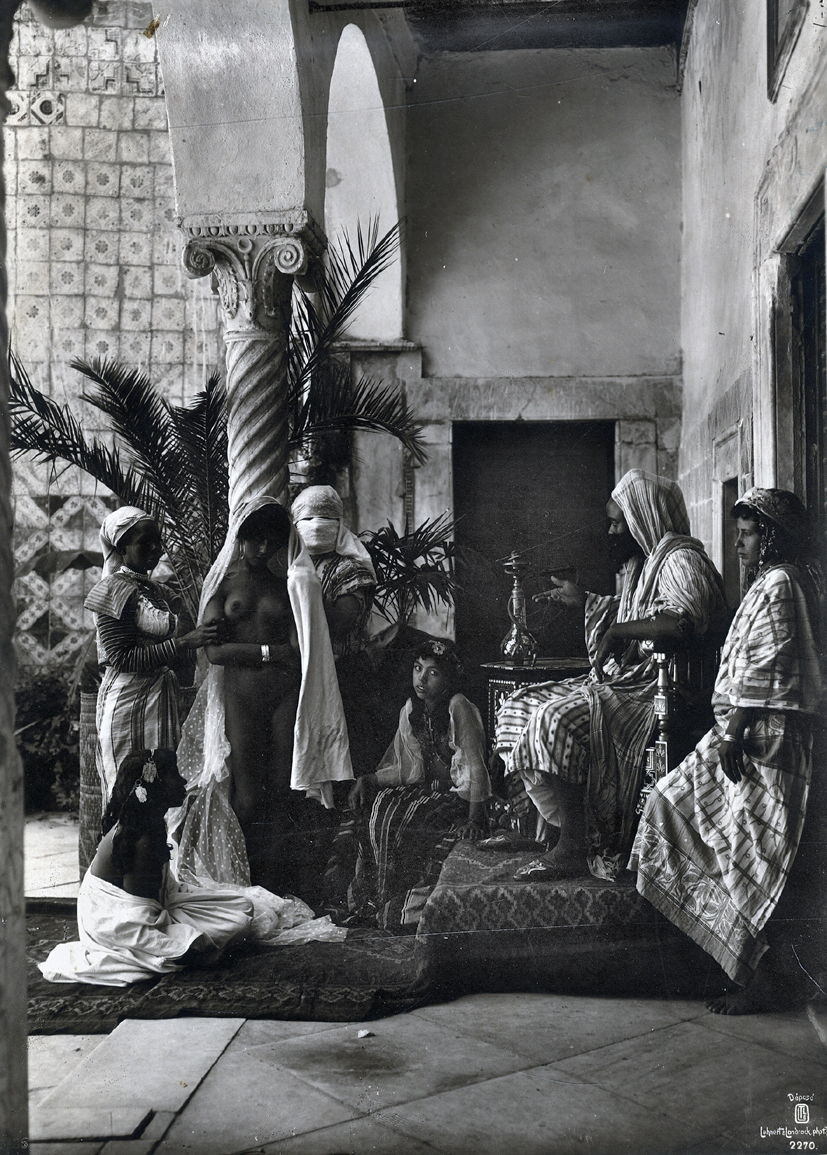
لينرت ولاندروك - سوق العبيد، تونس، حوالي عام 1910
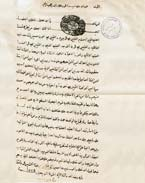
إعلان إلغاء العبودية – أحمد الأول بك
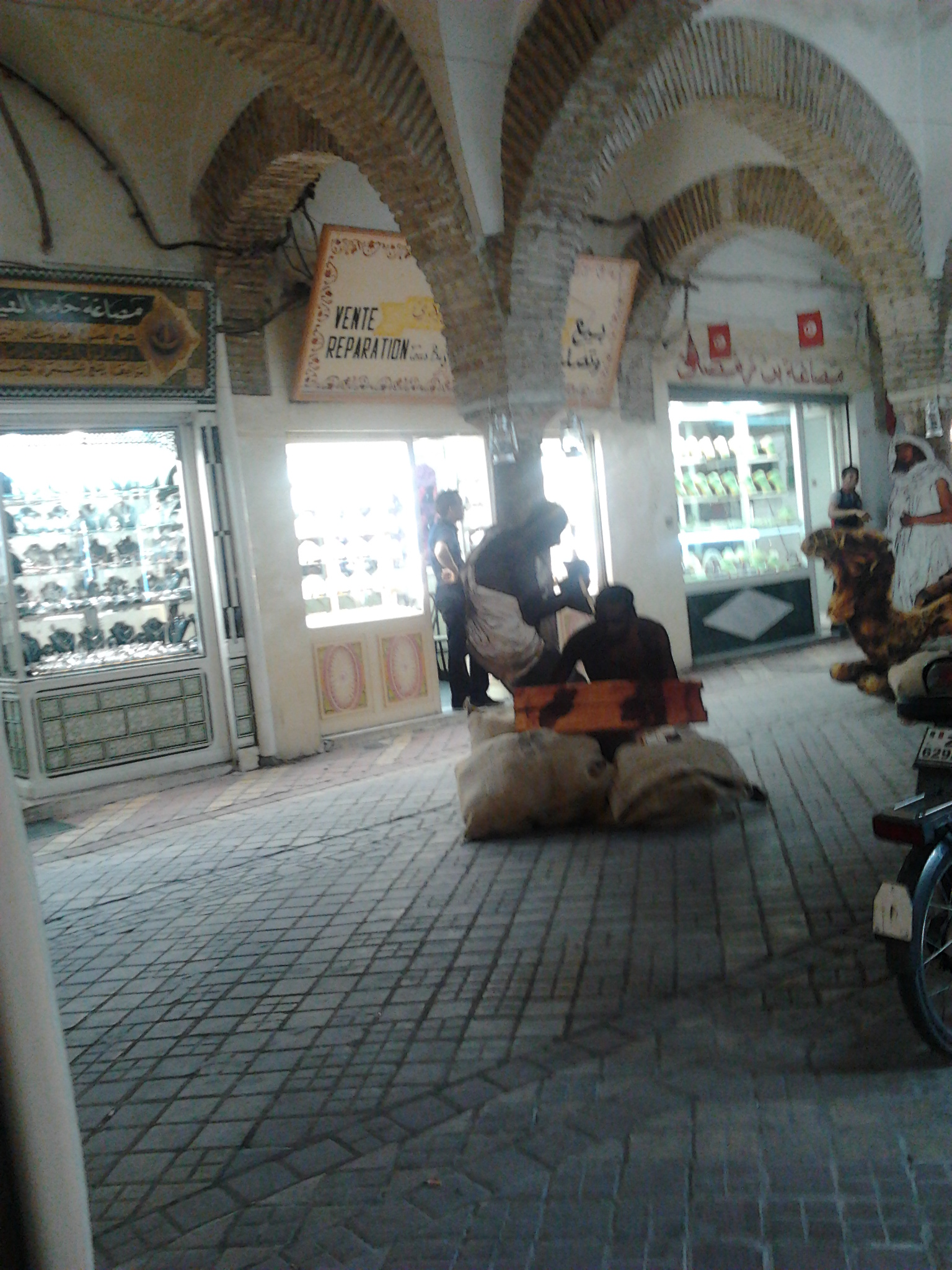
سوق البركة - إعادة بناء مشهد بيع العبيد خلال الحدث الثقافي "مدينة الأحلام"
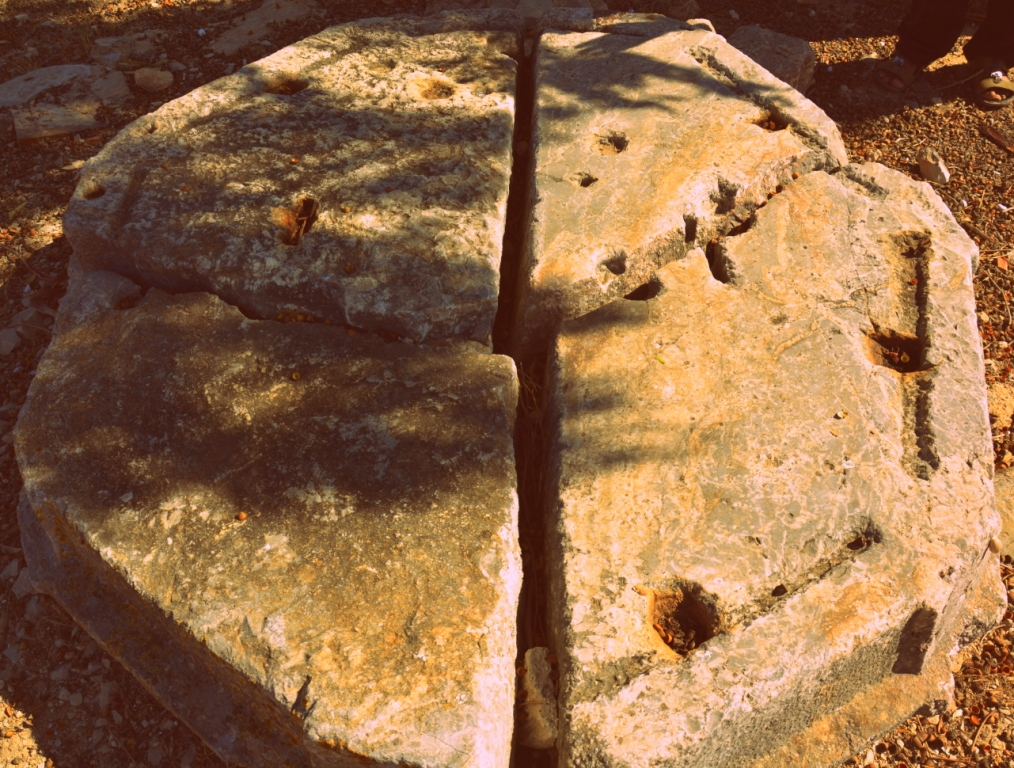
السوق 2